# Capu Corbului
Capu Corbului – wieś w Rumunii, w okręgu Harghita, w gminie Corbu. W 2011 roku liczyła 645 mieszkańców.